# Apistidae
Gli Apistidae sono una famiglia di pesci ossei marini appartenenti all'ordine Scorpaeniformes.

## Distribuzione e habitat
Le tre specie della famiglia sono diffuse nell'Indo-Pacifico tropicale.

## Descrizione
Abbastanza simili agli Scorpaenidae ma hanno pinne pettorali molto grandi e dotate di tre raggi liberi- Hanno un piccolo barbiglio sotto il mento.
La taglia si aggira sui 20–30 cm.

## Specie
- Genere Apistops
  - Apistops caloundra
- Genere Apistus
  - Apistus carinatus
- Genere Cheroscorpaena
  - Cheroscorpaena tridactyla[2]